# Зацепин, Тимофей Сергеевич
Тимофей Сергеевич Зацепин (1886—1959) — советский учёный,
и педагог, ортопед-травматолог, доктор медицинских наук (1936), профессор (1936). Один из основоположников советской и российской детской ортопедии.

## Биография
Родился 21 января 1886 года в Москве.
С 1906 по 1911 год обучался на медицинском факультете Московского университета. С 1911 по 1912 год работал в госпитальной хирургической клинике Московского университета на Девичем поле под руководством профессора А. В. Мартынова. С 1912 по 1921 год состоял в рядах Императорской и Красной армий, был участником Первой мировой и Гражданской войн в качестве военного врача-хирурга.
С 1922 по 1928 год на научно-исследовательской работе в Государственном институте физиотерапии в должности заведующего ортопедическим отделением. С 1928 по 1932 год на педагогической работе в Первом Московском медицинском институте в должности приват-доцента кафедры ортопедии. С 1932 по 1936 год работал в Детской клинической больнице имени Н. Ф. Филатова и находился на научной работе в Институте оздоровления детей и подростков.
С 1936 по 1959 год был одним из организаторов Московской детской ортопедо-неврологической больницы. С 1941 по 1945 год в период Великой Отечественной войны служил хирургом в московских эвакуационных госпиталях, а с 1944 года являлся — главным консультантом Главного управления эвакогоспиталей Народного комиссариата здравоохранения СССР. С 1945 по 1959 год на научно-исследовательской работе в ЦНИИ курортологии и физиотерапии в должности заведующего хирургическим отделением.

### Научно-педагогическая деятельность
Основная научно-педагогическая деятельность Т. С. Зацепина была связана с вопросами в области бальнеотерапии хирургических заболеваний, ортопедии и травматологии. Под руководством Т. С. Зацепина в 1944 году был предложен метод оперативного лечения врожденной косолапости, нашедший широкое признание в практике. С 1953 года Т. С. Зацепин являлся почётным членом и председателем Правления Московского научного общества травматологов-ортопедов.
В 1936 году он защитил диссертацию на учёную степень доктор медицинских наук, в 1936 году ему было присвоено учёное звание профессор. Под руководством Т. С. Зацпина было написано около ста десяти научных трудов, в том числе шести монографий, в том числе такая фундаментальная работа как «Ортопедия детского и подросткового возраста» (1949).
Скончался 5 ноября 1959 года в Москве.

## Награды
- Орден Ленина